# Amargatitanis
Amargatitanis ist eine Gattung sauropoder Dinosaurier aus der Gruppe der Titanosauria, die während der Unterkreide in Südamerika lebte. Die fragmentarischen Überreste stammen aus dem Barremium der La-Amarga-Formation in der argentinischen Provinz Neuquén. Amargatitanis war ein abgeleiteter (fortgeschrittener) Vertreter der Titanosauria, wie sie vor allem aus der Oberkreide bekannt sind. Diese Gattung zeigt, dass derartige abgeleitete Titanosauria bereits in der Unterkreide existierten. Die einzige Art dieser Gattung ist Amargatitanis macni.

## Merkmale
Amargatitanis wird anhand von Merkmalen der Schulterregion und des Hinterbeins von anderen Gattungen abgegrenzt. Beispielsweise war das Schulterblatt flach und breit, wobei die Ränder des zentralen Schafts gerade waren. Der Vierte Trochanter des Oberschenkelknochens (ein als Muskelansatzstelle dienender Knochenfortsatz) befand sich auf halber Höhe des Knochens. Während der Kopf des Oberschenkelknochens sehr stark ausgeprägt ist, ist das distale (untere) Ende nur schwach ausgeprägt.

## Fund, Forschungsgeschichte und Namensgebung
Die einzigen bisher bekannten Fossilien wurden 1983 von einem Grabungsteam unter der Leitung von José Bonaparte geborgen. Der Fundort befindet sich östlich der Stadt Las Coloradas in der argentinischen Provinz Neuquén. Wahrscheinlich ist der Fundort der La-Amarga-Formation zuzurechnen, die im Barremium zur Ablagerung kam; obwohl Fundnotizen von José Bonaparte angeben, dass der Fundort der deutlich älteren Pichi-Picún-Formation zuzurechnen ist, die bereits im Oberjura im Kimmeridgium ablagerte. Andere bekannte Sauropoden der La-Amarga-Formation schließen basale (ursprüngliche) Titanosauria und Diplodocoidea aus den Gruppen Rebbachisauroidea und Dicraeosauridae sowie einen basalen Vertreter der Diplodocoidea mit ein.
Der bisher einzige Fund (Holotyp, Exemplarnummern MACN PV N51, 53, 34) schließt sechs Schwanzwirbel, ein Schulterblatt, einen Oberschenkelknochen und ein Sprungbein (Astragalus) mit ein. Die Erstbeschreibung der neuen Gattung und Art Amargatitanis macni wurde 2007 von Sebastián Apesteguía veröffentlicht. Der Name weist zum einen auf die Fundstelle und zum anderen auf die Titanen der griechischen Mythologie, als Hinweis auf die Zugehörigkeit der Gattung zu den Titanosauria. Der zweite Teil des Artnamens, macni, ist nach dem Museo Argentino de Ciencias Naturales (MACN) benannt, welches bedeutende Beiträge zur Erforschung fossiler Wirbeltiere während des 19. und 20. Jahrhunderts geleistet hat.